# Вогневий фугас
Вогневий фугас — це міна або бойовий боєприпас у вигляді ємності з рідкою запалювальною речовиною що поєднана з вибуховим зарядом фугасної дії. Таке поєднання дозволяє зробити надзвичайно ефективну міну або запалювальний боєприпас. Вогневі фугаси виготовляються у вигляді мін, авіабомб, артилерійських снарядів, мінометних мін, або кустарних бомб
.
Головне завдання вогневого фугасу створити швидку вогневу хвилю з палаючої запалювальної речовини.
Така технологія дозволяє створити швидкий осередок горіння, який в свою чергу надзвичайно важко загасити. Навіть потужні протипожежні засоби мало ефективні проти пожежі що утворюється вогневим фугасом, так як їх використання вимагає часу, а вогневий фугас діє миттєво. Як мінімум процес горіння є занадто сильним для гасіння вбудованими системами пожежогасіння, як максимум такі системи пожежогасіння пошкоджуються в процесі вибуху і горіння ще до того як вони починають працювати. Гасіння пожеж які розпочалися в результаті застосування вогневого фугасу вимагає застосування важкої пожежної техніки, пожежної служби.
Зазвичай в вогневих фугасах у якості запалювальної речовини використовуються такі рідкі запалювальні речовини як бензин, напалм або пірогель. Вогневі фугаси з напалмом мали широке застосування під час Другої Світової і В'єтнамської війни. В 1940 році Британська армія збиралася активно використовувати вогневі фугаси в обороні в разі висадки німецької армії на
Британські острови.
Іноді пристрої аналогічні вогневим фугасам використовуються і в піротехніці, але застосування таких зарядів в піротехніці вимагає максимальних заходів техніки безпеки. 